# Salsifis à feuilles de crocus
Tragopogon crocifolius
Espèce
Synonymes
- Tragopogon floccosus Cutanda, 1861
- Tragopogon porrifolius crocifolius Bonnier & Layens, 1894

Le Salsifis à feuilles de crocus, Tragopogon crocifolius, est une espèce de plantes à fleurs appartenant à la famille des Asteraceae.

## Répartition et biotope

### Répartition
Il semble que Tragopogon crocifolius est présent dans toute la région méditerranéenne ainsi qu'en Europe centrale et septentrionale.
Elle est par exemple présente en Algérie, au Maroc,, au Portugal, en Espagne,, en France,, en Italie,, en Croatie, au Monténégro, en Bosnie-Herzégovine et en Albanie.

### Biotope
Cette espèce affectionne les coteaux et les lieux secs.

## Description

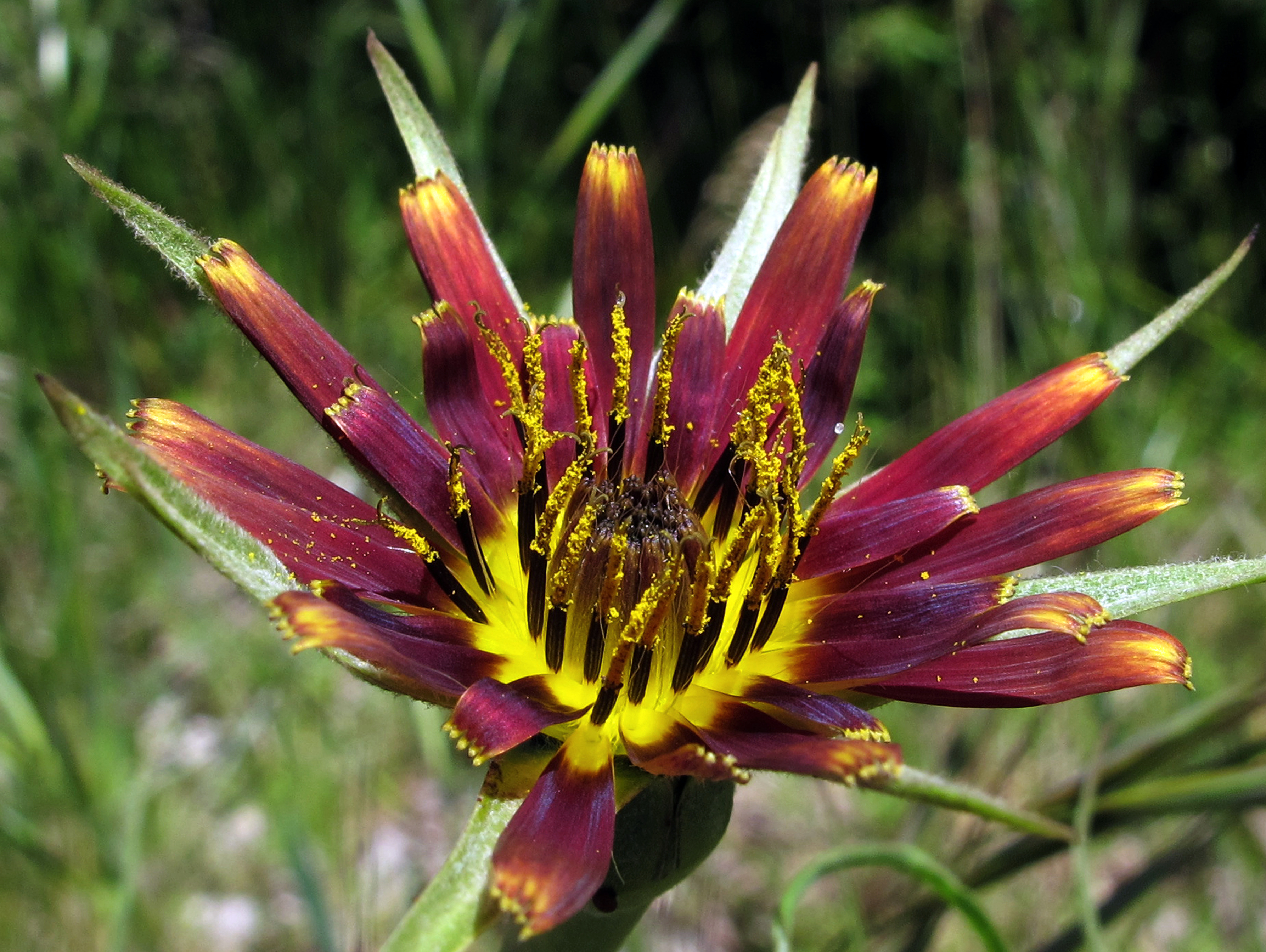
Tragopogon crocifolium

Le Salsifis à feuilles de crocus est une plante annuelle ou bisannuelle avec une tige de 30 à 80 cm, dressée, simple ou rameuse, glabre ou floconneuse à la base.
Les feuilles sont linéaires et très étroites, ordinairement larges de 1 à 2 mm, avec les caulinaires demi embrassantes.
Les pédoncules sont non renflés au sommet sous le capitule.
Les Fleurs sont violet rouge ou rougeâtre, jaune au centre, plus courtes que l'involucre qui porte de 5 à 6 folioles égales, disposées sur un seul rang, un peu soudées à la base, réfléchies à la maturité. Les akènes sont fusiformes atténués en bec fortement renflé sous l'aigrette à sommet parfois lanugineux avec les extérieurs épineux.

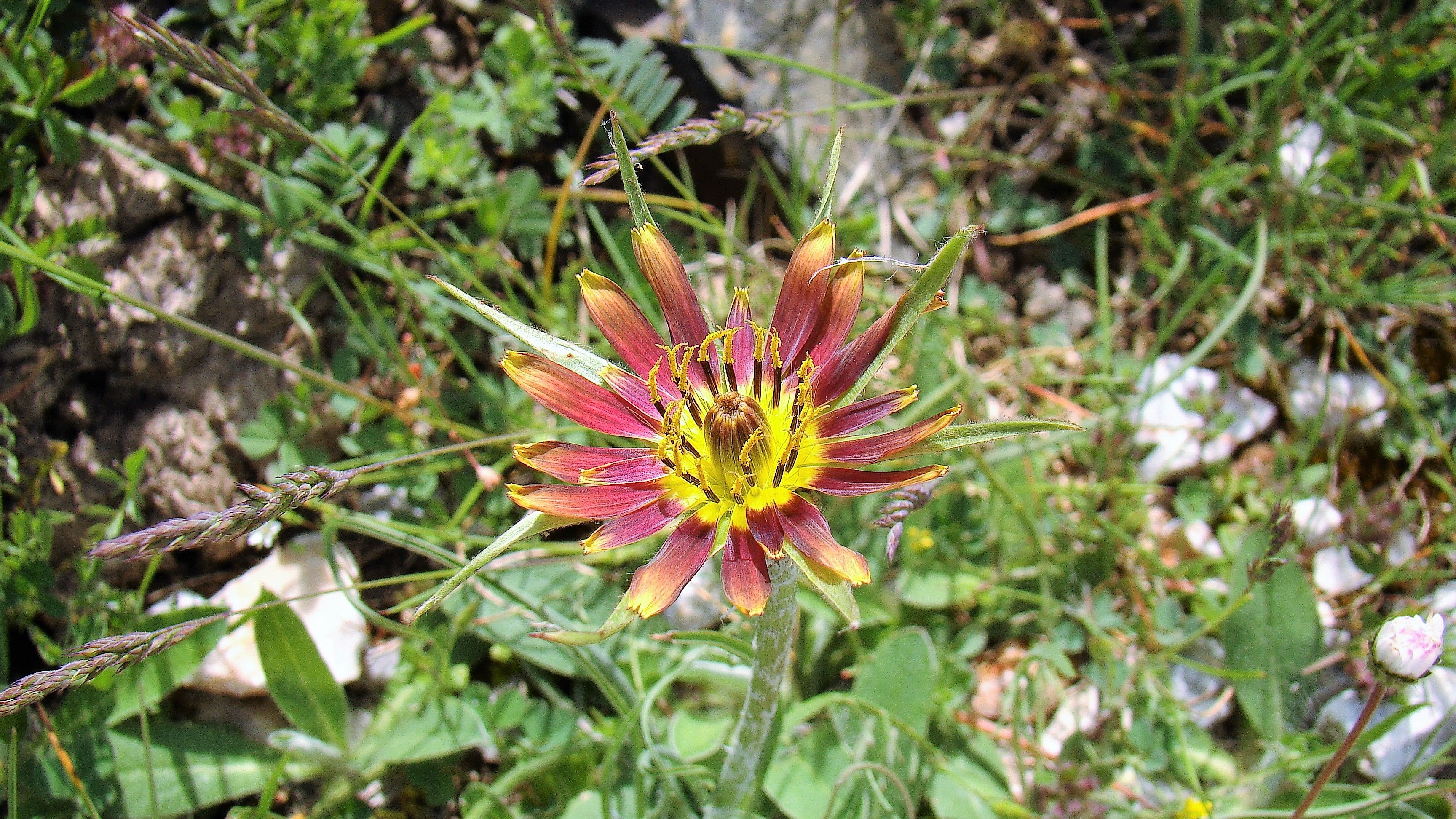
Tragopogon crocifolium

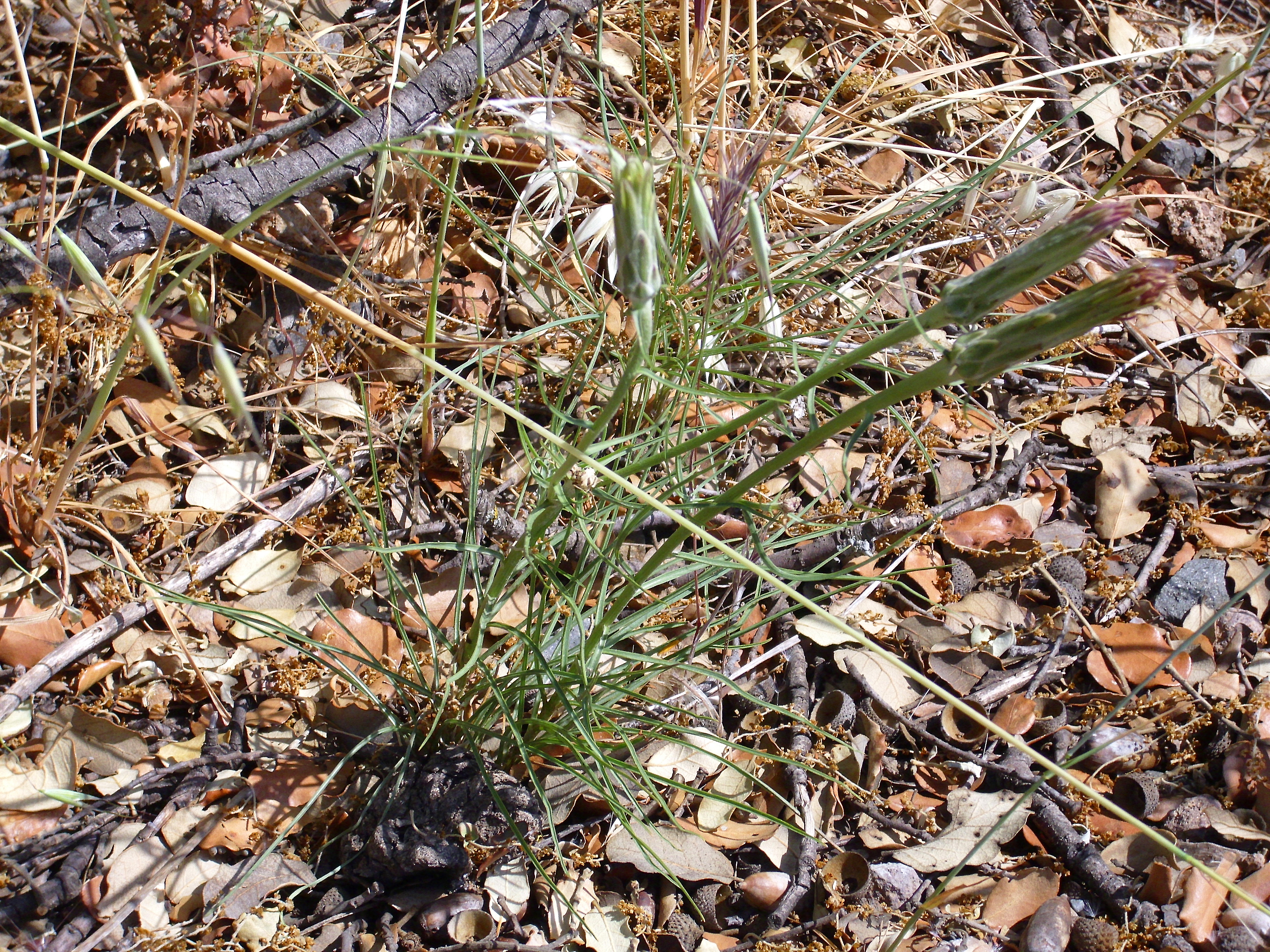
Tragopogon crocifolium

## Taxonomie
L'espèce a été décrite par le naturaliste suédois Carl von Linné en 1759 sous le nom Tragopogon crocifolium.
Elle a pour nom vernaculaire Salsifis à feuilles de crocus.

### Publication originale
- Linnaeus, C. 1759. Systema naturae per regna tria naturae, secundum classes, ordines, genera, species, cum characteribus, differentiis, synonymis, locis. Tomus II. Editio decima, reformata. Impensis direct. Laurentii Salvii, Holmiae. Pages 825–1384. (lire en ligne - p. 1191 Tragopogon crocifolium)

## Utilisation par l'Homme
Tragopogon crocifolius est un ingrédient de la cuisine sicilienne où il est utilisé boulli, cuisiné cru dans des salades ou incorporé à des soupes.